# Mr Bean (personnage)
Pour les articles homonymes, voir Bean.
Cet article concerne le personnage. Pour la série télévisée du même nom, voir Mr Bean. Pour les articles homonymes, voir Bean.
Mr Bean (traduisible en français par « Monsieur Haricot ») est un personnage de fiction, tenant le rôle principal de la série télévisée Mr Bean.
Il est créé et interprété par l'humoriste britannique Rowan Atkinson.

## Biographie fictive
Mr. Bean est un personnage plutôt simplet, totalement innocent, auteur de multiples gaffes involontaires. D'après le passeport utilisé dans le film Les Vacances de Mr Bean, il est né  le 6 janvier 1955 à Enfield, une ville de la région de Londres. Il vit seul dans un appartement de Londres avec, pour seule compagnie, son ours en peluche Teddy avec lequel il semble avoir une sorte de  communication pleine de complicité. On ne sait ce qu'il est advenu des parents de Bean ; on suppose qu'étant des personnes très âgées, Bean ne doit pas beaucoup apprécier leur compagnie, et que la vie en solitaire dans son appartement lui suffit. Dans le film Bean, il est un (piètre) gardien de musée au National Gallery à Londres.
Pendant quelque temps, Bean sort avec Miss Irma Gobb, interprétée par Matilda Ziegler. On ne peut pas vraiment dire qu'elle soit sa petite amie, ils ne se sont jamais embrassés réellement et ne se sont jamais pris la main. Elle n’apparaît que dans trois épisodes de la série : Les Malheurs de Mr. Bean dans lequel Bean et elle se retrouvent au cinéma pour assister à la projection d'un film d'horreur, Mr. Bean va en ville, où ils doivent se retrouver pour boire un verre — mais elle finit par danser avec un autre homme dont Bean est très jaloux —, et dans l'épisode Joyeux Noël Mr. Bean où les deux « amoureux » prévoient de passer le réveillon ensemble. Hélas ! Mr Bean flanquera tout par terre. À la suite, Irma, moins en vue dans la série, devient un personnage secondaire. On imagine qu'Irma et Bean ne se sont jamais séparés, mais que Miss Gobb a eu besoin d'un peu de recul par rapport à leur relation.
Mr. Bean n'est pas très intelligent, bien qu'il lui arrive parfois d'être assez ingénieux pour se sortir de quelques situations périlleuses. Le plus souvent, il se montre ridicule aux yeux de tous. En dehors de sa stupidité, Mr. Bean est souvent grognon, égoïste, même impoli, mais il peut aussi être parfois généreux, en particulier avec Teddy, son ours en peluche. Bean n'a peur que de très peu de choses, les trains fantômes et les manèges à sensation ne lui font aucune frayeur, mais il a peur du vide.

## Apparence

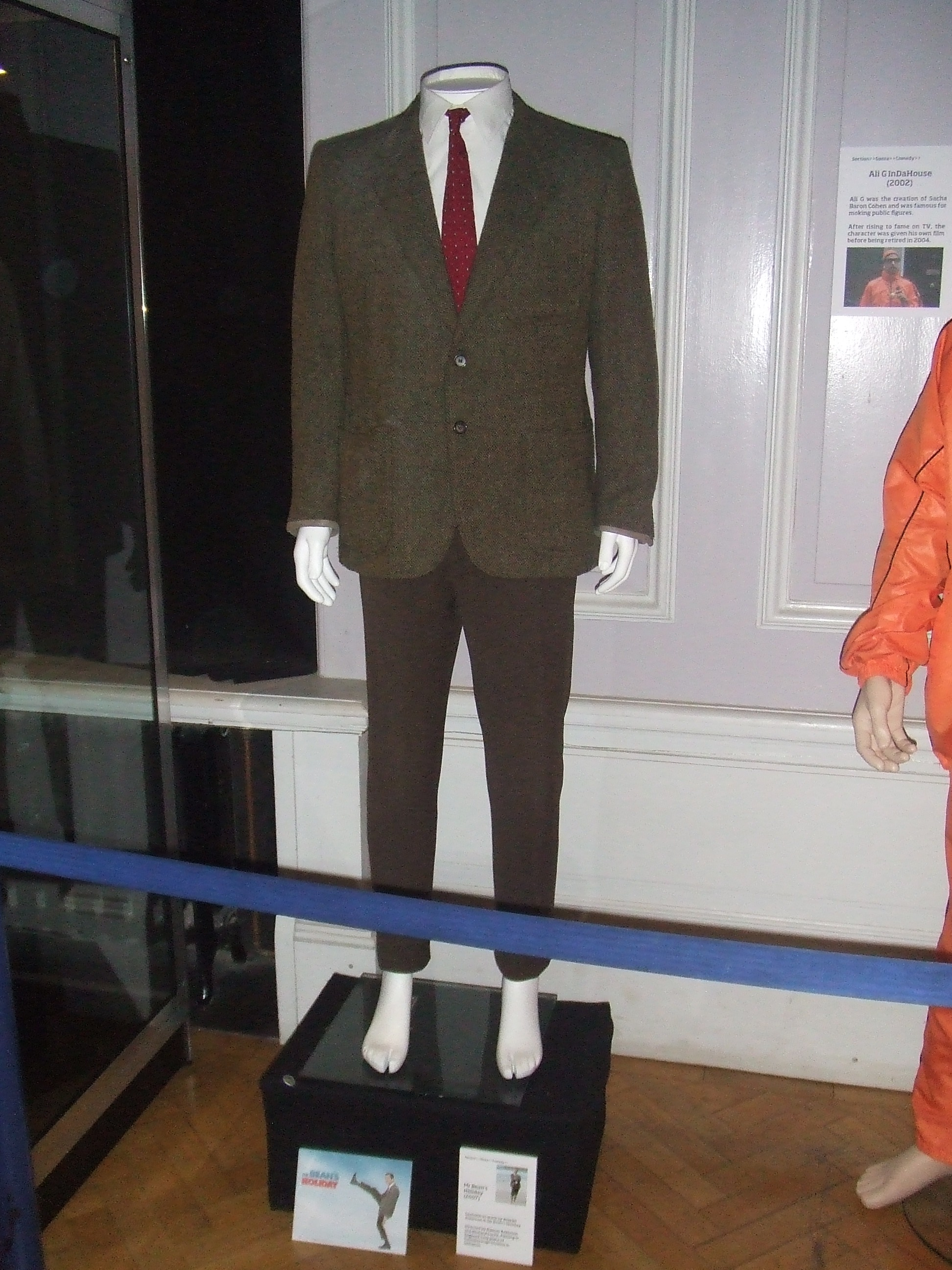
Le costume de Mr Bean utilisé pour le tournage du film Les Vacances de Mr Bean.

Mr. Bean est un homme d'une quarantaine d'années aux cheveux bruns et courts, de taille moyenne et mince. Il porte généralement une veste de costume en tweed, une chemise blanche, une cravate rouge à pois blancs, un pantalon marron, une ceinture de cuir, des chaussettes noires et des chaussures de cuir. Il lui arrive plusieurs mésaventures avec ses vêtements, comme coincer sa cravate dans un distributeur automatique de billets, ou avoir sa braguette ouverte devant une contractuelle.
Mr. Bean porte un smoking lorsqu'il doit rencontrer la Reine avec d'autres gens, il est alors tracassé d'être le seul à ne pas avoir une pochette de costume blanche à sa veste. Il panique lorsqu'il n'arrive pas à remonter sa braguette coincée.
Lorsqu'il déjeune au parc, il porte un long manteau marron sur son costume habituel. Lorsqu'il dîne au restaurant, il porte un costume gris.
Il porte un judogi au cours de judo à l'école pour adultes, un short de bain à la piscine, un pyjama bleu clair lorsqu'il dort, et un slip de bain à la mer.

## Humour
Mr Bean a son propre humour. Il n'hésite pas à faire des gags pour son entourage et s'en fait apprécier. Ce qui caractérise son humour, c'est son visage : il fait des grimaces qui font rire au premier abord, elles lui donnent une tête de joyeux petit lutin. Il fait naître le rire par les quelques mots qu'il arrive difficilement à prononcer.
Il provoque le rire sans le vouloir, par sa maladresse, mise en valeur dans des solutions aux problèmes que lui pose le monde civilisé. Il déchaîne le rire par son sens pratique pour arriver à ses fins, mais de façon burlesque, genre dont Rowan Atkinson s'est totalement inspiré, remettant dans le contexte des années 1990 ce genre des années 1920 et 1930, avec comme personnage qui s'en rapproche le plus Charlot de Charlie Chaplin.
Il essaie de se dépêtrer des situations quotidiennes avec des moyens simples mais insolites. C'est toute cette fantaisie qui est intéressante, car si elle fait rire, c'est aussi parce qu'elle remet en cause la manière que l'on a de vivre. Cet enfant, ou plutôt cet extraterrestre, comme le suggère le générique, dans lequel il tombe du ciel dans un cercle de lumière, est déboussolé car il doit se débrouiller seul, comme un enfant lâché dans le monde des adultes.

## Vie en général

### Vie professionnelle
On ne sait pas quel est son emploi, on sait juste dans le film qu'il travaille pour la National Gallery d'Angleterre, comme il l'explique dans le film Bean, ce qui est confirmé dès la série dans un épisode où il détient un passe pour consulter un livre ancien (qu'il recouvrira de correcteur blanc et mettra en pièces d'ailleurs) mais son poste ne serait qu'en fait d'observer les peintures reçues par la National Gallery d'Angleterre, mais là encore il ne semble pas très apprécié par ses collègues qui cherchent par tous les moyens à le renvoyer, mais il est sans cesse protégé et couvé par le directeur qui semble être le seul personnage à apprécier Bean et que Bean apprécierait aussi et pour qui il aurait du respect.
Dans un autre épisode, Mr Bean rencontre la Reine avec ce qui semble être des collègues employés d'un cinéma. À son arrivée, la Reine salue une lignée de personnes présentes, dont Mr Bean. Sa petite amie Irma y tient également le rôle de ce qui apparaît être une « femme de ménage » et se tient juste à sa gauche. Peut-être est-ce de cette façon qu'ils se sont rencontrés?

### Vie privée
Il a pour compagnie son nounours Teddy qui est apparemment son seul copain alors que dans les premiers épisodes il n'a pas beaucoup d'importance, jusqu'à l'épisode de Noël où Bean lui offre des punaises qui seront les yeux de l'ours en peluche « en or », et sa petite amie Irma, mais les deux jeunes gens ne feront que sortir ensemble, il n'est jamais question de mariage ou d'un autre projet avec elle, elle ne sera vue que deux fois dans les épisodes de la série, avant d'être revue beaucoup plus tard dans le dessin animé où il semblerait que Bean montrerait davantage ses sentiments pour elle.
Il aura aussi deux amis connus sous les initiales de Mr. H et Mr. R (Hubert et Rupert dans la version originale), mais nous ne saurons que très peu de choses à leur sujet, si ce n'est qu'ils ont passé avec lui une brève partie du réveillon du Nouvel An, avant de le fêter réellement chez son voisin, mais l'un d'entre eux reviendra chez Bean récupérer son chapeau et se retrouvera aspergé de peinture blanche.

## Mr. Bean et la société
Mr. Bean, en tant que personnage venant d'un autre monde, ne connaît pas les codes pour vivre en société, contre laquelle il doit donc gagner. Cependant, il ne manque pas une occasion d'aider une personne en détresse comme dans l'épisode Les Nouvelles aventures de Mr. Bean où il sauve l'un de ses concitoyens qui a fait un malaise cardiaque en lui faisant un électrochoc avec des pinces électriques.
Mr. Bean a du mal à vivre en société et paraît être en conflit, au sens cinématographique du terme, c'est-à-dire qu'il doit réagir dans des situations où il n'a pas les capacités de réaction de l'individu normal, qui est dans ce sens son adversaire. Et comme l'homme normal est le plus répandu, il est en conflit avec le monde entier. Grand enfant, ni bon ni mauvais, il prend surtout ce qui l'arrange, à l'instar des personnages du cinéma burlesque comme Charlot, le personnage de Charlie Chaplin, ce qui l'amène justement dans des situations burlesques totalement insensées mais qui finissent souvent par atteindre leur but, même si c'est de manière peu conventionnelle. Dans l'épisode Chambre 426, Mr. Bean semble ne guère apprécier son voisin de chambre : il veut toujours être le premier à entrer dans la chambre, le premier à manger à la cantine, et va jusqu'à lui prendre sa salle de bain, comme un enfant qui se mesure à un autre, alors que cela n'a pas lieu d'être, ce qui fait que son « ennemi » le trouve particulièrement étrange, ce qui trouvera son apothéose lors de la destruction du mur pour emprunter la douche de ce voisin. Justement, lorsqu'il prend cette douche, il prend aussi le dessus sur son adversaire et trouve une situation simple dans son principe, mais extrême dans la vie ordinaire, ce qui le rend drôle. Cependant, malgré son peu de vie en communauté, Bean pratique beaucoup d'activités comme le dessin, il va à la plage, à l'église, mais se retrouve toujours dans des positions incongrues et grotesques face à ces institutions de la norme, de par justement son anormalité.

## Mr. Bean et sa voiture

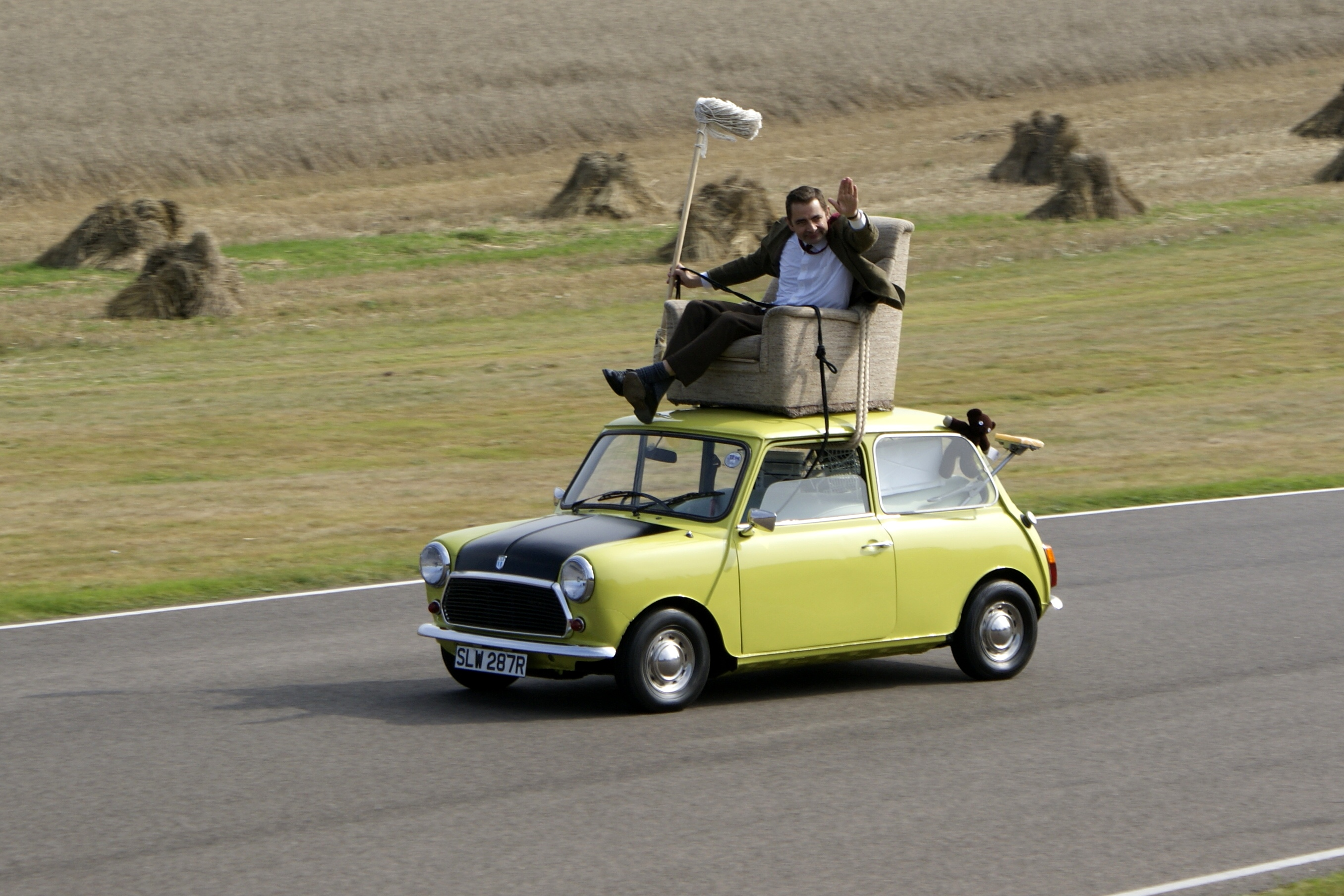
Rowan Atkinson, en 2009.

Mr. Bean n'a eu que deux voitures dans sa vie, la première fut une Mini de couleur orange qui n'apparaîtra que dans les deux premiers épisodes mais qui sera détruite en tombant dans un ravin.
La seconde voiture de Bean est aussi une Mini mais de couleur verte. Bean sera plus prudent, en installant plusieurs cadenas et plusieurs serrures fermées avec un nombre incalculable de clefs. Mais celle-ci sera aussi détruite par un char d'assaut Challenger 2 dans l'épisode Mr. Bean retourne à l'école par la faute de Bean qui aura changé la voiture de place pour la garer sur un emplacement privé. La voiture jaune réapparaîtra à la fois dans les films et dans la série télévisée animée. On pense que les militaires ont cru qu'ils avaient pris la voiture par erreur et qu'ils ont remis en état la voiture d'exposition pour la donner à Bean. Mais il n'en est rien, car sa voiture suivante sera une Mini de couleur jaune.
Dans certaines de ses aventures, il croise régulièrement une voiture trois roues (type Reliant Regal) de couleur bleue, et dont le conducteur est anonyme. Mr. Bean a manifestement une phobie de cette voiture, et fait subir à son conducteur (anonyme) toutes sortes de crasses : il lui pique sa place de parking en allant à la messe, le fait déraper sur le bas-côté en le dépassant... même jusqu'à refuser de monter dedans alors que Mr. Bean faisait du stop !

## Inspiration
Le personnage de Mr Bean a des caractéristiques communes avec Monsieur Hulot de Jacques Tati. Atkinson lui-même reconnaît que Tati a été une source d'inspiration pour son personnage.